# European Sevens Championship Femenino 2004
El European Sevens Championship Femenino de 2004 fue la segunda edición del campeonato de selecciones nacionales femeninas europeas de rugby 7.

## Fase de grupos

### Grupo A
| Equipo   | Encuentros | Encuentros | Encuentros | Tantos  | Tantos    | Puntos |
| Equipo   | ganados    | empatados  | perdidos   | a favor | en contra | Puntos |
| -------- | ---------- | ---------- | ---------- | ------- | --------- | ------ |
| España   | 3          | 0          | 0          | 97      | 0         | 9      |
| Croacia  | 2          | 0          | 1          | 38      | 39        | 7      |
| Limousin | 1          | 0          | 2          | 31      | 64        | 5      |
| Bélgica  | 0          | 0          | 3          | 10      | 73        | 3      |

### Grupo B
| Equipo               | Encuentros | Encuentros | Encuentros | Tantos  | Tantos    | Puntos |
| Equipo               | ganados    | empatados  | perdidos   | a favor | en contra | Puntos |
| -------------------- | ---------- | ---------- | ---------- | ------- | --------- | ------ |
| Francia              | 3          | 0          | 0          | 138     | 0         | 9      |
| Portugal             | 2          | 0          | 1          | 86      | 32        | 7      |
| Noruega              | 1          | 0          | 2          | 20      | 75        | 5      |
| Bosnia y Herzegovina | 0          | 0          | 3          | 0       | 132       | 3      |

### Grupo C
| Equipo          | Encuentros | Encuentros | Encuentros | Tantos  | Tantos    | Puntos |
| Equipo          | ganados    | empatados  | perdidos   | a favor | en contra | Puntos |
| --------------- | ---------- | ---------- | ---------- | ------- | --------- | ------ |
| Inglaterra      | 3          | 0          | 0          | 134     | 7         | 9      |
| Italia          | 2          | 0          | 1          | 87      | 35        | 7      |
| Lituania        | 1          | 0          | 2          | 21      | 92        | 5      |
| República Checa | 0          | 0          | 3          | 0       | 108       | 3      |

### Grupo D
| Equipo   | Encuentros | Encuentros | Encuentros | Tantos  | Tantos    | Puntos |
| Equipo   | ganados    | empatados  | perdidos   | a favor | en contra | Puntos |
| -------- | ---------- | ---------- | ---------- | ------- | --------- | ------ |
| Suecia   | 3          | 0          | 0          | 66      | 0         | 9      |
| Suiza    | 2          | 0          | 1          | 50      | 19        | 7      |
| Polonia  | 0          | 1          | 2          | 12      | 57        | 4      |
| Bulgaria | 0          | 1          | 2          | 24      | 78        | 4      |

## Fase Final

#### Copa de oro
|  | Cuartos de final | Cuartos de final | Cuartos de final |         |            | Semifinales | Semifinales | Semifinales |         |              | Copa         | Copa         | Copa |  |
|  |                  |                  |                  |         |            |             |             |             |         |              |              |              |      |  |
|  |                  |                  |                  |         |            |             |             |             |         |              |              |              |      |  |
|  | Inglaterra       | Inglaterra       | 31               |         |            |             |             |             |         |              |              |              |      |  |
|  | Inglaterra       | Inglaterra       | 31               |         |            |             |             |             |         |              |              |              |      |  |
|  | Suiza            | Suiza            | 0                |         |            |             |             |             |         |              |              |              |      |  |
|  | Suiza            | Suiza            | 0                |         | Inglaterra | Inglaterra  | 33          |             |         |              |              |              |      |  |
|  |                  |                  |                  |         | Inglaterra | Inglaterra  | 33          |             |         |              |              |              |      |  |
|  |                  |                  | Francia          | Francia | 0          |             |             |             |         |              |              |              |      |  |
|  | Francia          | Francia          | Francia          | Francia | 0          | 51          |             |             |         |              |              |              |      |  |
|  | Francia          | Francia          |                  |         |            |             |             |             |         |              |              |              |      |  |
|  | Croacia          | Croacia          | 0                |         |            |             |             |             |         |              |              |              |      |  |
|  | Croacia          | Croacia          | 0                |         |            |             |             |             |         | Inglaterra   | Inglaterra   | 38           |      |  |
|  |                  |                  |                  |         |            |             |             |             |         | Inglaterra   | Inglaterra   | 38           |      |  |
|  |                  |                  | Italia           | Italia  | 7          |             |             |             |         |              |              |              |      |  |
|  | Italia           | Italia           | Italia           | Italia  | 7          | 21          |             |             |         |              |              |              |      |  |
|  | Italia           | Italia           |                  |         |            |             |             |             |         |              |              |              |      |  |
|  | Suecia           | Suecia           | 14               |         |            |             |             |             |         |              |              |              |      |  |
|  | Suecia           | Suecia           | 14               |         | Italia     | Italia      | 22          |             |         | Tercer lugar | Tercer lugar | Tercer lugar |      |  |
|  |                  |                  |                  |         | Italia     | Italia      | 22          |             |         | Tercer lugar | Tercer lugar | Tercer lugar |      |  |
|  |                  |                  | España           | España  | 7          |             |             |             |         |              |              |              |      |  |
|  | España           | España           | España           | España  | 7          | 7           |             |             | Francia | Francia      | 27           |              |      |  |
|  | España           | España           |                  |         |            |             |             |             | Francia | Francia      | 27           |              |      |  |
|  | Portugal         | Portugal         | 0                |         |            |             |             |             |         |              | España       | España       | 14   |  |
|  | Portugal         | Portugal         | 0                |         |            |             |             |             |         |              | España       | España       | 14   |  |
|  |                  |                  |                  |         |            |             |             |             |         |              |              |              |      |  |

| Bandera de Inglaterra |
| Campeón Inglaterra    |
| Primer título         |